# Павел IV
Па́вел IV (лат. Paulus PP. IV; в миру Джанпьетро Карафа, итал. Giovanni Pietro Caraf(f)a; 28 июня 1476, Каприлья-Ирпина, Неаполитанское королевство[…] — 18 августа 1559[…], Рим[…]) — папа римский с 23 мая 1555 года по 18 августа 1559 года.

## Биография

### Кардинал Карафа
Джанпьетро Карафа родился 28 июня 1476 года в знатной неаполитанской семье Карафа и своей карьерой был обязан влиянию своего дяди, кардинала Оливьеро Карафа. Получил богословское образование. Папа Юлий II назначил его епископом Кьети, а Лев Х послал Карафу в Англию в качестве своего легата. В 1515 году он стал апостольским нунцием при испанском дворе. Возвратился он в Рим вместе с Адрианом VI. В 1524 году он отказался от епископства и вместе с Каэтаном Тиенским основал орден театинцев, целью которого было обновление религиозного духа среди духовенства. В 1536 году, в один день с будущим папой Юлием III, Карафа был назначен кардиналом и великим инквизитором Священной канцелярии.

### Инквизитор на папском престоле
Джанпьетро Карафа создал первый «боевой» монашеский орден театинцев в 1527 году. Будучи великим инквизитором Неаполя, он содействовал созданию папой Павлом III Фарнезе центрального инквизиционного трибунала при новоиспечённом ордене Иисуса Сладчайшего (иезуиты). Получив в 1542 году кардинальскую шапку, Карафа стал первым подлинным основателем папской инквизиции, воссоединив средневековую доминиканскую инквизицию с испанской государственной. Он перенял от них страшные методы бесчеловечных пыток и ещё более страшные психологические методы убийства человеческих душ.
Карафа был мрачным вершителем «правосудия», строгим и безжалостным в выносимых им приговорах, непреклонным в своих поступках и суждениях. Папская инквизиция Карафы могла судить любого, невзирая на ранг и происхождение, вынося смертные приговоры, помилование по которым осуществлял только папа. Павел III только один раз воспользовался этим правом, чтобы замять дело брата очередной своей любовницы, что впрочем, не помешало Карафе добраться до него при новом понтифике Марцелле II. После смерти последнего в 1555 году Карафа, к ужасу римлян, взошёл на папский престол, приняв имя Павла IV.
Павел IV был самым пожилым на момент избрания папой XVI столетия. На папский трон он сел, когда ему было уже 79 лет, но он был полон энергии. Четыре года его понтификата вошли в историю как пример крайнего интегризма и абсолютизма. Его советниками были театины и иезуиты. Несгибаемый поборник христианской морали, папа, однако, протежировал своим непотам. Его племянник Карло Карафа, известный кутила, получил кардинальскую шапку и высокую должность заместителя папы. В международной политике Павел IV выступал против императора Карла V и не признал мира, заключенного с протестантами в Аугсбурге. Он выступил также против преемника Карла на испанском троне — Филиппа II, призывая на помощь не только Францию, но даже протестантов и турок. Когда испанские войска приблизились к Риму, Павел IV перепугался и запросил мира, отказываясь от союза с Францией.
В Риме папа проводил строгие меры, применяя террор и полицейский надзор. Из Вечного города были изгнаны 113 епископов, которые незаконно оставили свои епархии, из всех домов и закоулков Рима были выловлены сотни монахов, шатающихся за пределами своих монастырей. Выдворены были также все проститутки и их сутенеры, комедианты и шуты. Не были пощажены и кардиналы, обвиненные в аморальности или подготовке заговоров. В последние месяцы своей жизни Павел IV приговорил к изгнанию даже собственных непотов.
Папская булла Cum nimis absurdum от 17 июня 1555 года стала одной из самых одиозных в истории папства из-за своей антисемитской направленности: еврейское население Рима было ограничено к проживанию в гетто, запиравшемуся на закате. К тому же вводились дополнительные ограничения для евреев, и к концу пятилетнего правления Павла IV еврейское население города сократилось вдвое. Преследованиям при нём подвергались и марраны Анконы, 50 из них были осуждены инквизицией, 25 сожжены на костре.
В 1558 году Павел IV ввёл праздник Кафедры Святого Петра, который призван был напомнить о роли и месте папства в католической церкви. Он также был первым папой, составившим римский Индекс запрещённых книг.

### Смерть
Павел IV умер в момент обращения к своему окружению с призывом бороться с ересью, в Риме 18 августа 1559 года, как раз в день сожжения Венецианской ведьмы. После смерти папы народ Рима уничтожил все его скульптурные изображения и поджёг здание Священной канцелярии. Какой-то шутник, повторяя случай, произошедший после смерти Адриана VI в 1523 году, написал на двери папского врача «Спаситель Отечества».

### Масштабы инквизиции
Развил бурную деятельность по истреблению еретиков, сделав инквизиционную машину своим верным инструментом. Епископам было предписано безотлагательно начать кампанию террора, в результате которой аутодафе запылали с новой силой. Епископ Женевы за три месяца отправил на костёр 500 человек, епископ Бамберга — 600, а епископ Вюрцбурга — 900. Каждую неделю Павел IV сам председательствовал на заседаниях римского инквизиционного трибунала, загубив множество жизней; даже такие авторитетные личности как кардиналы Джованни Мороне и Уго Пооле[кто?] не спаслись от его преследований. Своей суровостью и своими жуткими распоряжениями Папа способствовал не укреплению и росту авторитета Папства, а усилению страха и ненависти. Когда в 1559 году престарелый Павел IV скончался, на миг примирившиеся многовековые враги Орсини и Колонна взбудоражили ликующую толпу, а низвергнутую статую бывшего понтифика разбили на куски и протащили по улицам Рима.